# Anua terminata
Anua terminata là một loài bướm đêm trong họ Erebidae.